# Marouane Dahar
Marouane Dahar (en arabe : مروان دهار), né le 25 décembre 1992 à Sousse en Tunisie, est un footballeur algérien évoluant au poste d'attaquant. Il joue actuellement avec le club du MC Oran.

## Biographie
Marouane est le frère cadet de Amine Dahar. Natif de Sousse en Tunisie, il commence sa carrière à l'Etoile Sportive du Sahel. Il rejoint en 2012 le Chabab Riadhi Belouizdad. Puis en 2014, il est transféré à l'Entente sportive de Sétif.
En janvier 2016 lors du mercato hivernal, Marouane Dahar signe au Mouloudia Club d'Oran.

## Palmarès
- Coupe de Tunisie (1)
  - Vainqueur en 2012 avec l'ES Sahel.

- Championnat d'Algérie (2)
  - Champion en 2015 avec l'ES Sétif et en 2018 avec le CS Constantine.

- Supercoupe de la CAF (1)
  - Vainqueur en 2015 avec l'ES Sétif.